# Майско-июньское наступление (2000)
Майско-июньское наступление 2000 года — решающее наступление Вооружённых сил Эфиопии во время пограничной войны с Эритреей. В ходе операции эфиопы выбили противника со всех спорных пограничных районов и продолжили свой успех, захватив 1/4 территории вражеского государства. Армия Эфиопии оказалась в 50 км от Асмэры, столицы Эритреи.
Благодаря использованию тактических и оперативно-стратегических ухищрений, помощи российских специалистов и господству в воздухе эфиопская армия успешно прорвала оборону противника, в то время как эритрейская сторона понесла небывалые потери. Из-за невозможности далее продолжать войну и давления международного сообщества страны были вынуждены заключить мирное соглашение.

## Ситуация накануне
Первая половина 1999 года отметилась очередным витком крупных боёв в пограничье, за которым последовали новые попытки сторон урегулировать конфликт мирным путём. Эритрейцы за прошлую кампанию потерпели поражение, поэтому президент Исайяс Афеворки был вынужден принять американо-руандийский проект соглашения о урегулировании конфликта. Он был разработан ещё в 1998 году, в начале войны, и предусматривал отвод воинских формирований на первоначальные позиции. Тогда с проектом была согласно Эфиопия, но официальная Асмэра отказалась подписывать договор. На этот раз ситуация была обратной, поскольку эфиопское правительство не хотело выводить войска с района Бадме, взятого с большими потерями.
Начались переговоры при посредничестве алжирского президента Абделя Азиза Бутефлики. Однако дипломатического маневрирование не могло обмануть участников противостояния, так как Эфиопия и Эритрея ожидали решающей схватки. На последним раунде переговоров в период с 29 апреля по 4 мая 2000 года эритрейцы стали выдвигать новые условия и, по сути дела, сорвали подписание соглашения о прекращении огня.

## Силы и подготовка
Как писал российский военный корреспондент и историк Иван Коновалов, на конец войны эфиопская армия насчитывала 350 тыс. бойцов, половина из которых (14 дивизий) были на передовой. В армии Эритреи на тот момент было 200—250 тыс., из них 130 тыс. (15 дивизий) размещались в зоне боевых действий. Отдельно по фронтам соотношение сил выглядели следующим образом: западный (сектор Бадме) — 70 тыс. эфиопов противно 55 тыс. эритрейцев, центральный (сектор Церона—Заламбеса—Алитена) — 75 тыс. противно 60 тыс., восточный (сектор Буре) — 25 тыс. противно 15 тыс.
Эфиопское командование провело тщательную подготовку на стратегическим и тактическими уровнях. Эфиопская армия спланировала свой первый удар на западном участке фронта. Эта было неожиданно для эритрейцев, которые ждали главного удара противника в центральным секторе, на кратчайшим расстоянии к Асмэре, где эритрейское руководство сосредоточило большую часть сил. Кроме того в тыл эритрейских позиций ночью перед операцией просочились части спецназа с безоткатными пушками и миномётами. Скрытность манёвра обеспечивалась использованием для перевозки вооружений и боеприпасов ишаков и других вьючных животных.
Кроме всего прочего, 90 танков Т-55 были сняты с фронта и отправлены в тыл для профилактического ремонта.
По данным итальянского журнала Analisi Difesa, в планировке майского наступления 2000 года участвовали иностранцы. Операцию готовили 18 российских военных советников и специалистов высшего командного звена, в том числе три от ВВС и один от ПВО.

## Боевые действия

### Майские события
Утром 12 мая, во вторую годовщину начала войны, эфиопская армия перешла в наступление на западе.
Удары по позициям эритрейцем одновременно нанесли с фронта, тыла и флангов. Передовая линия обороны была рассечена, а за два дне боёв очаги сопротивления были полностью уничтожены. Эритрейская армия начала отступление на север, находясь под атаками вражеской бронетехники и авиации. Войска стали бессвязно отступать в трёх направлениях: на запад, в сторону Шылало, Дукамбия; на северо-запад, в сторону Баренту; на северо-восток, в сторону Май-Дыма, Ареса. Эфиопы не давали противнику оторваться и перегруппировать свои силы и мешали закрепиться на промежуточных рубежах.
Двигаясь по разным направлениям, эфиопы в течение нескольких дней взяли Дукамбию и вышли в горный проход Дас, где столкнулись со свежими силами эритрейцев. 17—18 мая наступающие войска ворвались Баренту — крупный политика-административный центр Западной Эритреи. Его они успешно взяли. В связи с падением города эритрейская группировка в районе Дас оказалась под угрозой окружения и отступила. Подтянув резервы, эфиопы продолжили движение на запад и восток. 26 мая на западе ими был захвачен крупный город Тэсэнэй. В восточным направлении они двигались по линии Арэса—Мэндэфэра в Центральную Эритрею. Их части заняли Май-Дыма.
23 мая эфиопское командование перенесло основные усилия на центральный участок, где начался второй удар. Под Заламбесой в ночь перед наступлением три батальона перешли через горы и перерезали коммуникации в тылу эритрейской армии. Резервов в этом секторе у эритрейцев не было, так как их перекинули на западное направление. Ударом по фронту и с флангов линия обороны противника снова была разгромлена. В ночь на 25 мая эритрейские части ушли с Заламбесы. Эфиопская армия углубилась на эритрейскую территорию, заняла Сенафе и была остановлена только в районе высот у Ады-Кэйих. Передовые части эфиопов находились в 50 км от Асмэры.
Почти одновременно начались бои на востоке. 22 мая была проведена разведка боем силами одной бригады в секторе Буре. Эритрейцы не стали ждать повторения событий 12 и 23 мая и 28 мая приступили к выводу воинских частей с позиций на 20 км вглубь своей территории. Занятый рубеж обороны был хорошо подготовлен в инженерном отношении и включал три полосы, отдалённых друг от друга на 5 км.

### Июньские события
Эритрейцы 5 июня отбили Тэсэнэй и за несколько дней боёв снова заняли ряд районов на западе. На продолжении десяти дней, получив подкрепление, эфиопы вернули все эти территории. На центральным фронте продолжались бои в районе Ады-Кэйих и Сенафе. На востоке, где эритрейская армия оставила Буре, эфиопские части пытались прорваться к порту Асэб.
Здесь в 3:30 ночи 3 июня эфиопы перешли в наступление силами двух дивизий. Атака продолжалась до 10 часов утра, но успехов не мела. После перегруппировки во второй половине дня эфиопские войска снова предприняли попытку наступления, но без особого успехе. После повторной перегруппировки они 5—6 июня провели расширенную разведку боем и в 22:30 8 июня обрушились на эритрейцев силами трёх дивизий с подразделениями подкрепления. Наступление продолжалось двое суток и было остановлено 10—11 июня. Эфиопом удалось прорвать первую оборонительную линию.

### Деятельность ВВС
Штурмовая и вертолётная авиация Эфиопии осуществляла поддержку своих войск на линии фронта, нанося ракетно-бомбовые удары по позициям противника. Эритрейские штурмовики и боевые вертолёты, которые ранее активно поддерживали свои силы в ходе кампаний 1998 и 1999 годов, почти не проявляли активности. Сухопутные части действовали фактически без воздушного прикрытия. Исключением был момент, когда при отступлении с Бадме эритрейское командование бросило в бой все имеющиеся штурмовики Су-25, задержав продвижение противника.
16 мая пара эритрейских МиГ-29, желая ударами с воздуха замедлить темпы продвижения эфиопских войск, появилась в воздушным пространстве над Баренту, но была перехвачена Су-27 эфиопов, которые дежурили здесь. В результате быстрого боя один МиГ был сбит; второй в ходе преследования получил повреждения от попадания ракеты Р-27, но сумел произвести аварийную посадку в аэропорту Асмэры и, по некоторых данным, был после списан.
19 мая эфиопские МиГ-23 бомбили учебный центр Сауа, а на следующий день самолёты ВВС Эфиопии атаковали вражеские позиции близ города Мэндэфэра.
К концу месяца, после прорыва обороны эритрейцев на всю глубину её построения, ВВС Эфиопии переключились на выполнение задачи изоляции района боевых действий и разрушения объектов инфраструктуры противника. 28 мая пара эфиопских МиГ-23 нанесла удар по вновь построенной электростанции в Хиргига, близ Масауа (станция была возведена на средства, выделенные правительством Италии и рядом государств Ближнего Востока — Кувейта, ОАЭ и др.) и за 20 сек вывели её из строя. 29 мая нанесены удары по городам Асмэра, Масауа и Мэндэфэра. Удар по главной авиабазе эритрейцев получил условного наименование Операция «Айдэр» — по названии школы в городе Мэкэле, которую в начале войны разбомбили ВВС Эритреи.
1 и 2 июня эфиопские самолёты бомбили эритрейский порт Асэб. Их целью были нефтехранилище, аэродром и другие объекты инфраструктуры. Оборонительные позиции эритрейцев атаковали вертолёты Ми-24/35.

## Реакция
С началом операции западные страны, ООН и Организация африканского единства усилили политическое давление на стороны с целью заставить их вернуться за стол переговоров.
В день начала наступления Совет Безопасности ООН принял резолюцию 1297. В документе высказана озабоченность по поводу возобновления боевых действий. Отмечалось, что новая вспышка насилия тянет за собой тяжёлые гуманитарные последствия для гражданского население обеих стран. Генеральный секретарь Кофи Аннан обратился к Эфиопии и Эритреи с настойчивым призывом немедленно остановить военные действия и вернуться к мирному процессу.
17 мая Совет Безопасности принял резолюцию 1298, в которой он предусмотрел осуществление мер, направленных на недопущение поставки оружия и военно-технической помощи двум странам. Совет потребовал как можно скорее начать мирные переговоры. В соответствии с этой резолюцией все государства должны мешать продаже либо поставке Эритреи и Эфиопии оружия, боеприпасов, военно-транспортных средств, техники и запчастей, а также любому предоставлению обоим странам технической помощи либо услуг в отрасли подготовки кадров, связанных с производством либо эксплуатацией оружия.

## Результаты
29 мая стороны возобновили мирный процесс. 18 июня страны приостановили боевые действии и договорились о всеобъемлющим мирным соглашении.
Премьер-министр Эфиопии Мелес Зенауи подвергся критике соотечественников за то, что приказал войскам остановиться. Однако, по мнению Коновалова, его решение было полностью оправданным, поскольку приближался сезон дождей, коммуникации армии были растянуты и подвергались ударом эритрейских рейдовых отрядов. Для дальнейшего наступления на Асмэру требовались подготовленные резервы, которых не было, при этом требовалось удержать и очистить от вражеских подразделений уже занятые территории в условиях горного рельефа местности. К тому же моральный дух эритрейцев не был сломлен.
В ходе операции Эритрея понесла существенные потери и оказалась на грани катастрофы. По сведениям Ивана Коновалова, только за первые шесть дней боёв были разгромлены 12 эритрейских дивизий. Украинский историк Михаил Жирохов за тот же период заявлял о восьми уничтоженных и семи тяжело пострадавших. Потеряно более половины личного склада и вооружения. Невозвратные потери сторон, по его информации, по результатам кампании 2000 года составили 22 тыс. человек со стороны эфиопов и 25 тыс. со стороны эритрейцев.
24 мая 2000 года эритрейцы заявили о том, что в районе города Ады-Кэйих ими сбиты два эфиопских истребителя, а всего с начале майской операции сбиты четыре МиГ-23, два Су-25 и один Ми-24. Эфиопы признали потерю только одного вертолёта.